# Jacques Vallée
Jacques Fabrice Vallée (tiếng Pháp: [vale]; sinh ngày 24 tháng 9 năm 1939) là một nhà khoa học máy tính, nhà đầu tư mạo hiểm, tác giả, nhà UFO học và nhà thiên văn học hiện đang cư trú tại San Francisco, California.
Trong giới khoa học chính thống, ông bắt đầu chuyên môn của mình như một nhà thiên văn học tại Đài thiên văn Paris. Vallée hợp tác phát triển bản đồ Sao Hỏa trên máy vi tính đầu tiên cho NASA vào năm 1963. Sau đó, ông làm việc tại trung tâm thông tin mạng chuyên về ARPANET, tiền thân của Internet hiện đại, với tư cách là kỹ thuật viên Trung tâm Nghiên cứu Tăng cường của SRI International dưới quyền Douglas Engelbart.
Vallée cũng là một nhân vật quan trọng trong nghiên cứu vật thể bay không xác định (UFO), lần đầu tiên được ghi nhận để bảo vệ tính hợp pháp khoa học của giả thuyết ngoài Trái Đất và sau đó nhằm thúc đẩy giả thuyết liên chiều.

## Thiếu thời
Vallée chào đời tại Pontoise, Pháp vào năm 1939. Ông hoàn thành chương trình cử nhân về toán học tại Đại học Paris vào năm 1959 và nhận bằng tương đương với bằng Thạc sĩ trong vật lý thiên văn từ Đại học Lille Nord de France vào năm 1961. Ông bắt đầu cuộc sống chuyên nghiệp của mình như một nhà thiên văn học tại Đài thiên văn Paris năm 1961. Ông đã được trao giải Jules Verne cho cuốn tiểu thuyết khoa học viễn tưởng đầu tiên của mình nhan đề Le Sub-espace (1961), xuất bản dưới bút danh Jérôme Sériel.

## Sự nghiệp học hành và kinh doanh
Ông đi sang Mỹ vào năm 1962 và bắt đầu làm trợ lý nghiên cứu về thiên văn học dưới sự chỉ đạo của Gérard de Vaucouleurs tại Đại học Texas ở Austin. Khi ở Đài thiên văn McDonald, ông đã biên soạn bản đồ thông tin chi tiết đầu tiên về Sao Hỏa của NASA với de Vaucouleurs.
Năm 1963, Vallée lại chuyển đến Chicago, Illinois. Ông làm về phân tích hệ thống tại Đại học Northwestern gần đó trong khi tiếp tục theo đuổi nghiên cứu UFO với người cố vấn của mình, J. Allen Hynek, Trưởng khoa thiên văn của trường đại học. Trong thời gian này, ông đã nhận được bằng tiến sĩ trong ngành kỹ thuật công nghiệp và khoa học máy tính từ tổ chức này vào năm 1967. Sau đó, ông được hãng Royal Dutch Shell (ở Paris) và RCA Service Company (ở Cherry Hill, New Jersey) tuyển vào làm kỹ sư một thời gian ngắn trước khi gia nhập Trung tâm Máy tính của Đại học Stanford đảm nhận công việc quản lý hệ thống thông tin vào năm 1969. Năm 1971, Vallée chuyển sang Viện Nghiên cứu Plasma của nhà vật lý ứng dụng Peter A. Sturrock với tư cách là một chuyên gia máy tính. Khi biết rằng Vallée đã viết một vài cuốn sách về UFO, Sturrock cảm thấy có nghĩa vụ nghề nghiệp trong việc đọc kỹ tác phẩm của Vallée, thúc đẩy nghiên cứu của chính ông về đề tài này.
Cuối năm đó, Vallée rời khỏi Stanford để gia nhập nhóm Engelbart với tư cách là kỹ sư nghiên cứu cao cấp. Nhiệm kỳ của ông tại ARC trùng hợp với sự mải mê của nhóm trong Hội thảo Tập huấn Erhard và các thí nghiệm xã hội khác, cuối cùng đã thúc đẩy sự ra đi của ông. Trong thời gian vào làm tại Viện Tương lai với tư cách là nghiên cứu viên cao cấp từ năm 1972 đến 1976, ông đã kế nhiệm Paul Baran làm điều tra viên chính cho dự án lớn của Quỹ Khoa học Quốc gia dành cho mạng máy tính, giúp phát triển một trong những hệ thống hội nghị ARPANET đầu tiên, Planning Network (PLANET), trước Internet nhiều năm. Công nghệ này đã được đưa vào InfoMedia, một công ty khởi nghiệp được Vallée thành lập vào năm 1976. Mặc dù công ty đã thành lập một số chi nhánh quốc tế và hợp tác với nhiều tập đoàn và tổ chức chính phủ nổi tiếng (bao gồm cả Lehman Brothers, Renault và NASA), nhưng nó đã thất bại trong việc đem lại lợi nhuận lâu dài.
Sau khi bán nó vào năm 1983, Vallée tham gia vào lĩnh vực đầu tư mạo hiểm với tư cách là đối tác tại Sofinnova. Từ năm 1987 đến năm 2010, ông là đối tác chung của một số quỹ ở Thung lũng Silicon, đáng chú ý nhất là người đồng sáng lập gia đình của ba quỹ đầu tư mạo hiểm Euro-America Ventures ở Bắc Mỹ và châu Âu. Là một nhà đầu tư tư nhân, ông tiếp tục làm giám đốc điều hành hãng Documatica Financial, một công ty mang phong cách boutique ở San Francisco tập trung vào các công ty khởi nghiệp công nghệ và chăm sóc sức khỏe giai đoạn đầu.
Ông còn phục vụ trong Ủy ban Tư vấn Quốc gia cho Trường Kỹ thuật thuộc Đại học Michigan và đã tham gia vào công việc ban đầu về trí tuệ nhân tạo.
Vallée là tác giả của bốn cuốn sách về công nghệ cao, bao gồm Computer Message Systems, Electronic Meetings, The Network Revolution và The Heart of the Internet.

## Nghiên cứu hiện tượng siêu nhiên
Tháng 5 năm 1955, Vallée lần đầu tiên nhìn thấy một vật thể bay không xác định ngay trên quê nhà của mình ở Pontoise. Sáu năm sau, vào năm 1961, khi đang làm việc cho nhóm nhân viên của Ủy ban Vũ trụ Pháp, Vallée tuyên bố đã chứng kiến sự phá hủy những cuộn băng theo dõi của một vật thể không xác định quay quanh Trái Đất. Đối tượng cụ thể là một vệ tinh đi ngược – nghĩa là một vệ tinh quay quanh Trái Đất theo hướng ngược lại với vòng quay của Trái Đất. Vào thời điểm ông quan sát điều này, không có tên lửa nào đủ mạnh để phóng một vệ tinh như vậy, vì vậy nhóm nghiên cứu khá phấn khích khi họ cho rằng lực hấp dẫn của Trái Đất đã níu kéo được một vệ tinh tự nhiên (tiểu hành tinh). Ông tuyên bố rằng một cấp trên giấu tên đã đến và xóa cuộn băng. Những sự kiện này đã góp phần vào mối quan tâm lâu dài của Vallée về hiện tượng UFO. Vallée bắt đầu trao đổi thư từ với Aimé Michel (người sẽ trở thành cố vấn và cộng tác viên nghiên cứu trọn đời) vào năm 1958.
Vào giữa những năm 1960, giống như nhiều nhà nghiên cứu UFO khác, Vallée lúc ban đầu đã cố gắng xác nhận Giả thuyết ngoài Trái Đất (hay ETH) khá phổ biến. Nhà nghiên cứu UFO Jerome Clark lập luận rằng hai cuốn sách UFO đầu tiên của Vallée là một trong những lời biện hộ tinh vi nhất về mặt khoa học của ETH từng được dựng lên.
Tuy nhiên, đến năm 1969, kết luận của Vallée đã thay đổi và ông công khai tuyên bố rằng ETH quá hẹp và bỏ qua quá nhiều dữ liệu. Vallée bắt đầu khám phá những điểm tương đồng giữa UFO, giáo phái, phong trào tôn giáo, ác quỷ, thiên thần, ma, những vụ nhìn thấy sinh vật thần bí và hiện tượng tâm linh. Suy đoán về các liên kết tiềm năng này lần đầu tiên được nêu chi tiết trong cuốn sách UFO thứ ba của Vallée nhan đề Passport to Magonia: From Folklore to Flying Saucers (Hộ chiếu đến Magonia: Từ văn hóa dân gian đến Đĩa bay).
Thay thế cho giả thuyết về chuyến viếng thăm ngoài Trái Đất, Vallée đã đề xuất một giả thuyết về chuyến viếng thăm đa chiều kích. Giả thuyết này đại diện cho một phần mở rộng của ETH nơi mà người ngoài hành tinh được cho là có khả năng đến từ bất cứ nơi đâu. Các thực thể này có thể vượt qua khoảng không-thời gian đa chiều, và do đó có thể cùng tồn tại với con người, nhưng vẫn không bị phát hiện.
Sự phản đối của Vallée đối với thuyết ETH nổi tiếng đã không được đón nhận bởi các nhà nghiên cứu UFO lẫy lừng của Mỹ, do đó ông bị coi là một kẻ bị ruồng bỏ. Thật vậy, Vallée tự coi mình là một "kẻ dị giáo trong những kẻ dị giáo".
Sự phản đối của Vallée đối với thuyết ETH được tóm tắt trong bài viết nghiên cứu của ông, "Five Arguments Against the Extraterrestrial Origin of Unidentified Flying Objects" (Năm luận điểm chống lại nguồn gốc ngoài Trái Đất của các vật thể bay không xác định), Tạp chí Khám phá Khoa học, 1990: 

Ý kiến khoa học nói chung đã chiều theo dư luận với niềm tin rằng các vật thể bay không xác định không tồn tại ("giả thuyết hiện tượng tự nhiên") hoặc, nếu chúng, phải thể hiện bằng chứng về chuyến viếng thăm của một số chủng tộc du hành vũ trụ tiên tiến (giả thuyết ngoài Trái Đất hoặc "ETH"). Quan điểm của tác giả là việc nghiên cứu về UFO không cần phải giới hạn ở hai phương án này. Ngược lại, cơ sở dữ liệu tích lũy thể hiện một số mô hình có xu hướng chỉ ra rằng UFO là có thật, đại diện cho một hiện tượng không được công nhận trước đây và rằng các sự kiện không hỗ trợ khái niệm chung về "những du khách vũ trụ." Năm lập luận cụ thể được nêu ở đây mâu thuẫn với ETH:
1. các cuộc gặp gỡ ở cự ly gần không giải thích được nhiều hơn nhiều so với yêu cầu cho bất kỳ khảo sát vật lý nào về Trái Đất;
2. cấu trúc cơ thể hình người của "người ngoài hành tinh" được cho là không có khả năng bắt nguồn từ một hành tinh khác và không thích nghi về mặt sinh học với du hành vũ trụ;
3. hành vi được báo cáo trong hàng ngàn báo cáo về vụ bắt cóc mâu thuẫn với giả thuyết về thí nghiệm di truyền hoặc khoa học trên người bởi một chủng tộc tiên tiến;
4. sự mở rộng của hiện tượng xuyên suốt lịch sử loài người được ghi lại chứng minh rằng UFO không phải là một hiện tượng đương đại; và
5. khả năng rõ ràng của UFO nhằm thao túng không gian và thời gian cho thấy những sự thay thế hoàn toàn khác biệt và phong phú hơn.

Vallée đã góp phần vào việc điều tra Phép lạ tại Fatima và những lần Đức Mẹ hiển linh. Công trình của ông đã được sử dụng để hỗ trợ Giả thuyết UFO Fatima. Vallée là một trong những người đầu tiên suy đoán công khai về khả năng "vũ điệu mặt trời" tại Fatima là UFO. Ý tưởng về UFO không được biết đến vào năm 1917, nhưng hầu hết những người tham dự sự kiện Fatima sẽ không quy kết các hiện tượng được tuyên bố ở đó cho UFO, chứ đừng nói đến người ngoài hành tinh. Vallée cũng đã suy đoán về khả năng các sự kiện tôn giáo khác có thể là kết quả của hoạt động UFO bao gồm Đức Mẹ Lộ Đức và những lần mặc khải của Joseph Smith. Vallée và các nhà nghiên cứu khác đã ủng hộ nghiên cứu sâu hơn về các hiện tượng bất thường trong cộng đồng học thuật. Họ không tin rằng điều này chỉ nên được xử lý bởi các nhà thần học.
Nhờ sự tán thành của ông, sự giao thiệp với SRI và mối quan hệ bạn bè với Harold E. Puthoff và nhà phân tích của Cơ quan Tình báo Trung ương Kit Green (người đã nhận được một giấy phép an ninh tạm thời dành cho mình vào năm 1974), Vallée đã được tư vấn không liên tục về nghiên cứu nhìn từ xa được phân loại (bao gồm cả Dự án Stargate) trong suốt những năm 1970 và 1980. Trong các thí nghiệm SRI đầu tiên (do Puthoff và Russell Targ dẫn đầu với Green là người liên lạc của CIA), ông đã làm quen với Uri Geller, Edgar Mitchell, Charles Musès, Andrija Puharich, Jack Sarfatti, Arthur M. Young, Edwin C. May, Pat Price và Ingo Swann. Năm 1973, Bill Whitehead, biên tập viên Doubleday đã giới thiệu Vallée với Ira Einhorn, một cộng sự thân thiết của Puharich; sự kết giao này của họ sẽ mở rộng mạng lưới kinh doanh và huyền bí của Vallée cho đến khi Einhorn bị buộc tội giết bạn gái cũ vào năm 1979.
Gần đây, ông đã được liên kết với Robert Bigelow với tư cách là cố vấn cho Viện Khoa học Khám phá Quốc gia và là thành viên của ban tư vấn khoa học của Bigelow Aerospace.

## Xuất hiện trên phim
Năm 1979, Robert Emenegger và Alan Sandler đã cập nhật bộ phim tài liệu về UFO của họ ra mắt năm 1974 mang tên UFOs, Past, Present and Future (UFO, Quá khứ, Hiện tại và Tương lai) với những thước phim mới năm 1979 với lời kể của Jacques Vallée. Phiên bản cập nhật có tên "UFOs: It Has Begun" (UFO: Sự khởi đầu).
Vallée từng là hình mẫu ngoài đời thực cho Lacombe, vai nhà nghiên cứu được François Truffaut thể hiện trong bộ phim Close Encounters of the Third Kind (Cuộc tiếp xúc gần ở chiều thứ ba) của Steven Spielberg. Ông cũng đã cố gắng quan tâm đến Spielberg trong một lời giải thích khác cho hiện tượng này. Trong một cuộc phỏng vấn trên Conspire.com, Vallée nói, "Tôi đã tranh luận với anh ấy rằng chủ đề này thậm chí còn thú vị hơn nếu đó không phải là người ngoài hành tinh. Nếu đó là sự thật, về mặt vật chất, nhưng không phải là ET. Vì vậy, anh ấy nói, 'Có lẽ anh nói đúng, nhưng đó không phải là điều mà công chúng đang mong đợi — đây là Hollywood và tôi muốn mang đến cho mọi người thứ gì đó gần với những gì họ mong đợi.'"

## X-Files
Tập phim "Jose Chung's From Outer Space" của X-Files được phát sóng vào ngày 12 tháng 4 năm 1996 có các phi công ngoài hành tinh giả, một người tên Jacques Sheaffer và người kia là Robert Vallee. Theo Robert Sheaffer, đây là một trò đùa của nhà sáng tạo X-Files Chris Carter để đặt tên cho các nhân vật theo tên gọi của Vallee và Sheaffer. Sheaffer cho biết thêm rằng "gã quân cảnh sau này đã bắt giữ họ [các nhân vật] là Thượng sĩ Hynek", làm gợi nhớ đến nhà UFO học J. Allen Hynek.

## Giải thích bằng chứng UFO
Vallée đề nghị rằng có một hiện tượng UFO thật sự, một phần gắn liền với một dạng ý thức phi nhân loại thao túng không gian và thời gian. Hiện tượng này đã hoạt động xuyên suốt lịch sử loài người và dường như được giả dạng dưới nhiều hình thức khác nhau cho các nền văn hóa khác nhau. Theo ông, trí thông minh đằng sau hiện tượng này cố gắng thao túng xã hội bằng cách sử dụng sự lừa dối đối với con người mà họ tương tác.
Vallée cũng đề xuất rằng một khía cạnh thứ cấp của hiện tượng UFO liên quan đến sự thao túng giữa người với người. Các nhân chứng của hiện tượng UFO trải qua một cảnh tượng thao túng và dàn dựng, nhằm thay đổi tín ngưỡng của họ, và cuối cùng, ảnh hưởng đến xã hội loài người bằng cách đề nghị sự can thiệp của người ngoài hành tinh từ ngoài vũ trụ. Động lực cuối cùng cho sự lừa dối này có lẽ là một sự thay đổi lớn dự kiến của xã hội loài người, phá vỡ các tín ngưỡng cũ và thực hành những cái mới. Vallée tuyên bố rằng bằng chứng, nếu được phân tích cẩn thận, cho thấy một kế hoạch cơ bản cho sự lừa dối của nhân loại bằng các phương pháp rất tiên tiến chưa được biết đến. Vallée tuyên bố rằng rất khó có khả năng các chính phủ thực sự che giấu bằng chứng người ngoài hành tinh, như truyền thuyết đại chúng cho thấy. Thay vào đó, nhiều khả năng đó là chính xác những gì các nhà thao túng muốn chúng ta tin. Vallée cảm thấy toàn bộ chủ đề của UFO bị những kẻ lừa đảo và khoa học viễn tưởng làm ra vẻ bí ẩn. Ông ủng hộ sự tham gia mạnh mẽ và nghiêm túc hơn của khoa học vào nghiên cứu và tranh luận về UFO. Chỉ điều này mới có thể tiết lộ bản chất thực sự của hiện tượng UFO.

## Sách

### Tài chính
Vallée, Jacques (tháng 1 năm 2001). The Four Elements of Financial Alchemy: A New Formula for Personal Prosperity (ấn bản thứ 1). Ten Speed Press. tr. 195 pp. ISBN 1-58008-218-1.

### Tiểu thuyết
- Vallée, Jacques; Tormé, Tracy (tháng 6 năm 1996). Fastwalker . Berkeley, California, Hoa KỳA.: Publ. Frog Ltd. tr. 220 pp. ISBN 1-883319-43-9.
- Vallée, Jacques (tháng 1 năm 2006). Stratagème (bằng tiếng Pháp) . tr. 256 pp. ISBN 2-84187-777-9.
- Vallée, Jacques (tháng 7 năm 2007). Stratagem . tr. 220 pp. ISBN 978-0-615-15642-2.

Jacques Vallée còn viết bốn cuốn tiểu thuyết khoa học viễn tưởng, hai cuốn đầu tiên dưới bút danh Jérôme Sériel:
- Le Sub-Espace [Sub-Space] (1961)
- Le Satellite Sombre [The Dark Satellite] (1963)
- Alintel (đề tên Jacques Vallée) (1986) (cung cấp một phần cơ sở cho Fastwalker)
- La Mémoire de Markov (đề tên Jacques Vallée) (1986)

### Sách kỹ thuật
- Computer Message Systems . New York: McGraw-Hill (Data Communications Book Series). tháng 8 năm 1984. tr. 163 pp. ISBN 0-07-051031-8.
- Johansen, Robert; Valles, Jacques; Spangler, Kathi (tháng 7 năm 1979). Electronic Meetings: Technical Alternatives. Addison-Wesley Series on Decision Support (ấn bản thứ 1). Addison-Wesley Publ. Co., Inc. tr. 244 pp. ISBN 0-201-03478-6.
- The Network Revolution: Confessions of a Computer Scientist . Berkeley, Calif.: And/Or Press. 1982. tr. 213 pp. ISBN 0-14-007117-2.
- The Heart of the Internet

### Sách UFO
- Anatomy of a Phenomenon: Unidentified Objects in Space – a Scientific Appraisal (ấn bản thứ 1). NTC/Contemporary Publishing. tháng 1 năm 1965. ISBN 0-8092-9888-0.
  - Reissue: UFO's In Space: Anatomy of A Phenomenon . Ballantine Books. tháng 4 năm 1987. ISBN 0-345-34437-5.
- Challenge to Science: The UFO Enigma – with Janine Vallée (NTC/Contemporary Publishing, 1966)
- Passport to Magonia: From Folklore to Flying Saucers. Chicago, IL, U.S.A.: Publ. Henry Regnery Co. 1969.
- The Invisible College: What a Group of Scientists Has Discovered About UFO Influences on the Human Race (ấn bản thứ 1). Dutton. 1975.
- The Edge of Reality: A Progress Report on Unidentified Flying Objects – Jacques Vallée and Dr. J. Allen Hynek (Quality Books, 1975)
- Messengers of Deception: UFO Contacts and Cults . And/Or Press. tháng 6 năm 1979. ISBN 0-915904-38-1.
- Dimensions: A Casebook of Alien Contact (ấn bản thứ 1). Contemporary Books. tháng 4 năm 1988. ISBN 0-8092-4586-8.
- Confrontations – A Scientist's Search for Alien Contact . Ballantine Books. tháng 3 năm 1990. ISBN 0-345-36453-8.
- Revelations: Alien Contact and Human Deception (ấn bản thứ 1). Ballantine Books. tháng 9 năm 1991. ISBN 0-345-37172-0.
- UFO Chronicles of the Soviet Union: A Cosmic Samizdat (Ballantine Books, 1992)
- Forbidden Science: Journals, 1957-1969 (North Atlantic Books, 1992)
- Forbidden Science, Volume Two: Journals, 1970-1979 — California Hermetica (Documatica Research, LLC, 2009)
- Wonders in the Sky: Unexplained Aerial Objects from Antiquity to Modern Times . Tarcher. 2010. ISBN 1-58542-820-5.
- Forbidden Science, Volume Three: Journals, 1980-1989 — On the Trail of Hidden Truths (Lulu Press, 2016)